# Шахтинський ВТТ
Шахтинський ВТТ (рос. ШАХТИНСКИЙ ИТЛ, Шахтлаг) — підрозділ системи виправно-трудових установ ГУЛАГ, який діяв з 01.03.47 до 15.12.49 в м.Шахти, Ростовської області.
Організований в зв'язку з виведенням «спецконтингенту» з ПФЛ 048 МВС. Основним видом робіт з/к був видобуток вугілля для потреб МВС. Річний план видобутку вугілля, встановлений ГУЛАГом на 1947, — 120 000 т.
При закритті табір був включений до складу УВТТК УМВС по Ростовській області.

## Чисельність з/к
- 01.01.47 — 1369;
- 14.04.47 — 1351